# (400316) 2007 TT330
(400316) 2007 TT330 es un asteroide perteneciente al cinturón de asteroides, descubierto el 11 de octubre de 2007 por el equipo del Spacewatch desde el Observatorio Nacional de Kitt Peak, Arizona, Estados Unidos.

## Designación y nombre
Designado provisionalmente como 2007 TT330.

## Características orbitales
2007 TT330 está situado a una distancia media del Sol de 2,361 ua, pudiendo alejarse hasta 2,840 ua y acercarse hasta 1,882 ua. Su excentricidad es 0,202 y la inclinación orbital 1,827 grados. Emplea 1325,76 días en completar una órbita alrededor del Sol.

## Características físicas
La magnitud absoluta de 2007 TT330 es 17,6.